# Jennifer Nicks
Jennifer Mary Wisden Nicks (* 13. April 1932 in Brighton; † 21. August 1980 in Delta, British Columbia) war eine britische Eiskunstläuferin, die im Paarlauf startete.
Jennifer Nicks Eiskunstlaufpartner war ihr Bruder John Nicks. Zusammen wurden sie von 1948 bis 1953 sechsmal in Folge britische Meister. Ihre Trainer waren Eric W. Hudson und Gladys M. Hogg. Ihren ersten internationalen Auftritt hatten sie bereits bei der Europameisterschaft 1947, bei der sie den sechsten Platz belegten. Ein Jahr später folgte ihr Debüt bei Weltmeisterschaften und Olympischen Spielen. Sie wurden beide Male Achte. Jennifer Nicks war bei diesen Olympischen Spielen mit 15 Jahren die jüngste Teilnehmerin. Ihre ersten Medaillen gewannen die Nicks im Jahr 1950 mit Bronze bei der Europameisterschaft in Oslo und Silber bei der Weltmeisterschaft in London. 1951 wurden sie sowohl bei der Europameisterschaft wie auch der Weltmeisterschaft Dritte. 1952 wurden die Briten Vize-Europameister hinter Ria Baran und Paul Falk. Bei der Weltmeisterschaft errangen sie wie im Vorjahr die Bronzemedaille hinter den Deutschen und Karol und Peter Kennedy aus den USA. Bei den Olympischen Spielen in Oslo verpassten sie als Vierte eine Medaille. Nach dem Rücktritt der Falks und der Kennedys wurden Jennifer und John Nicks 1953 in Dortmund Europameister und in Davos auch Weltmeister. Dabei schlugen sie die Ungarn Marianna und László Nagy, die bei den Olympischen Spielen im Vorjahr noch vor ihnen platziert waren. Nach ihrem WM-Titel beendeten sie ihre Amateurkarriere und wechselten zu den Profis. Jennifer Nicks starb 1980 an einem Herzinfarkt.

## Ergebnisse

### Paarlauf
(mit John Nicks)
| Wettbewerb / Jahr         | 1947 | 1948 | 1949 | 1950 | 1951 | 1952 | 1953 |
| ------------------------- | ---- | ---- | ---- | ---- | ---- | ---- | ---- |
| Olympische Winterspiele   |      | 8.   |      |      |      | 4.   |      |
| Weltmeisterschaften       |      | 8.   | 6.   | 2.   | 3.   | 3.   | 1.   |
| Europameisterschaften     | 6.   | 5.   | 6.   | 3.   | 3.   | 2.   | 1.   |
| Britische Meisterschaften |      | 1.   | 1.   | 1.   | 1.   | 1.   | 1.   |